# Trotternish

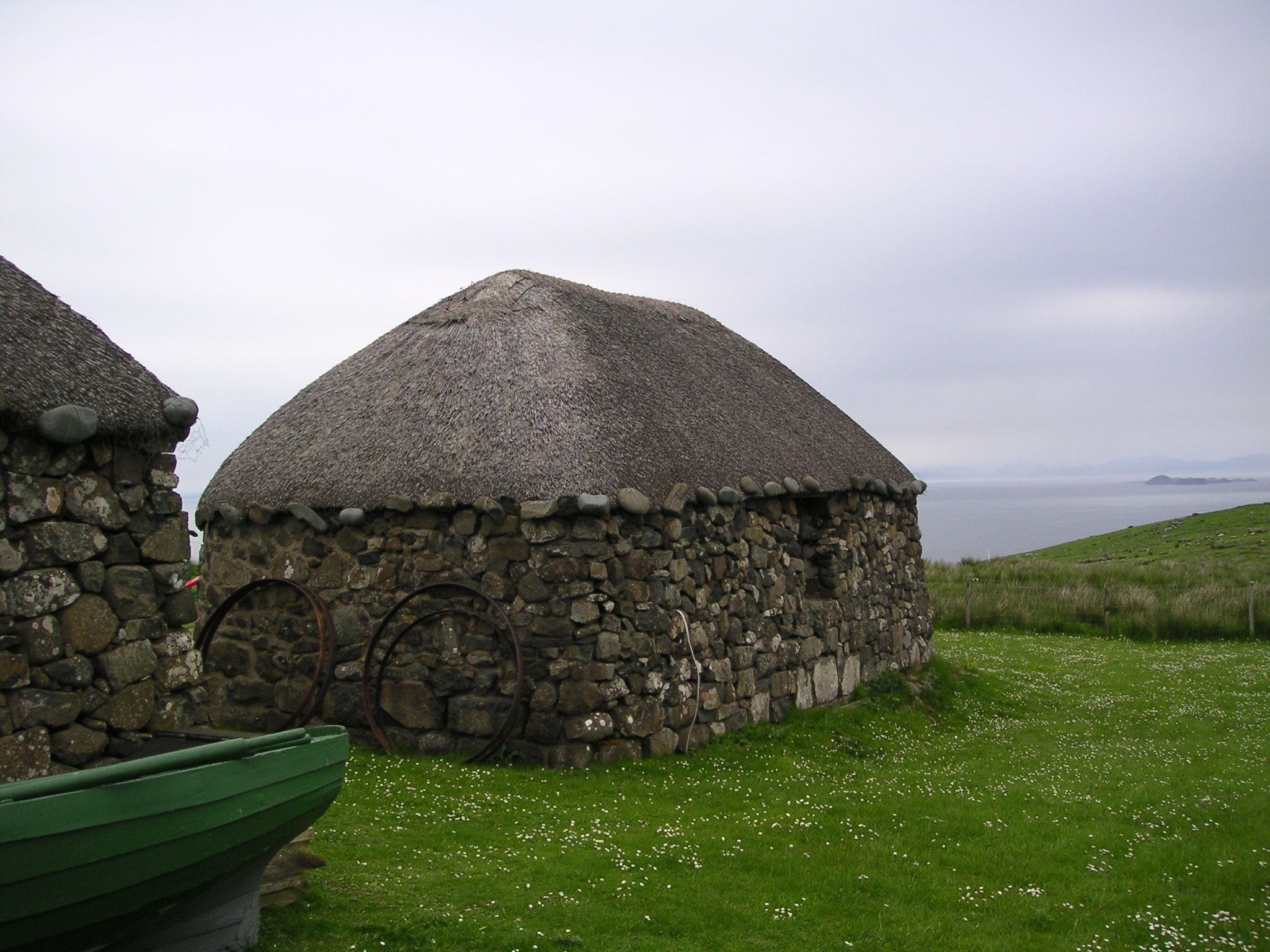
Black house presso il The Skye Museum of Island Life a Trotternish

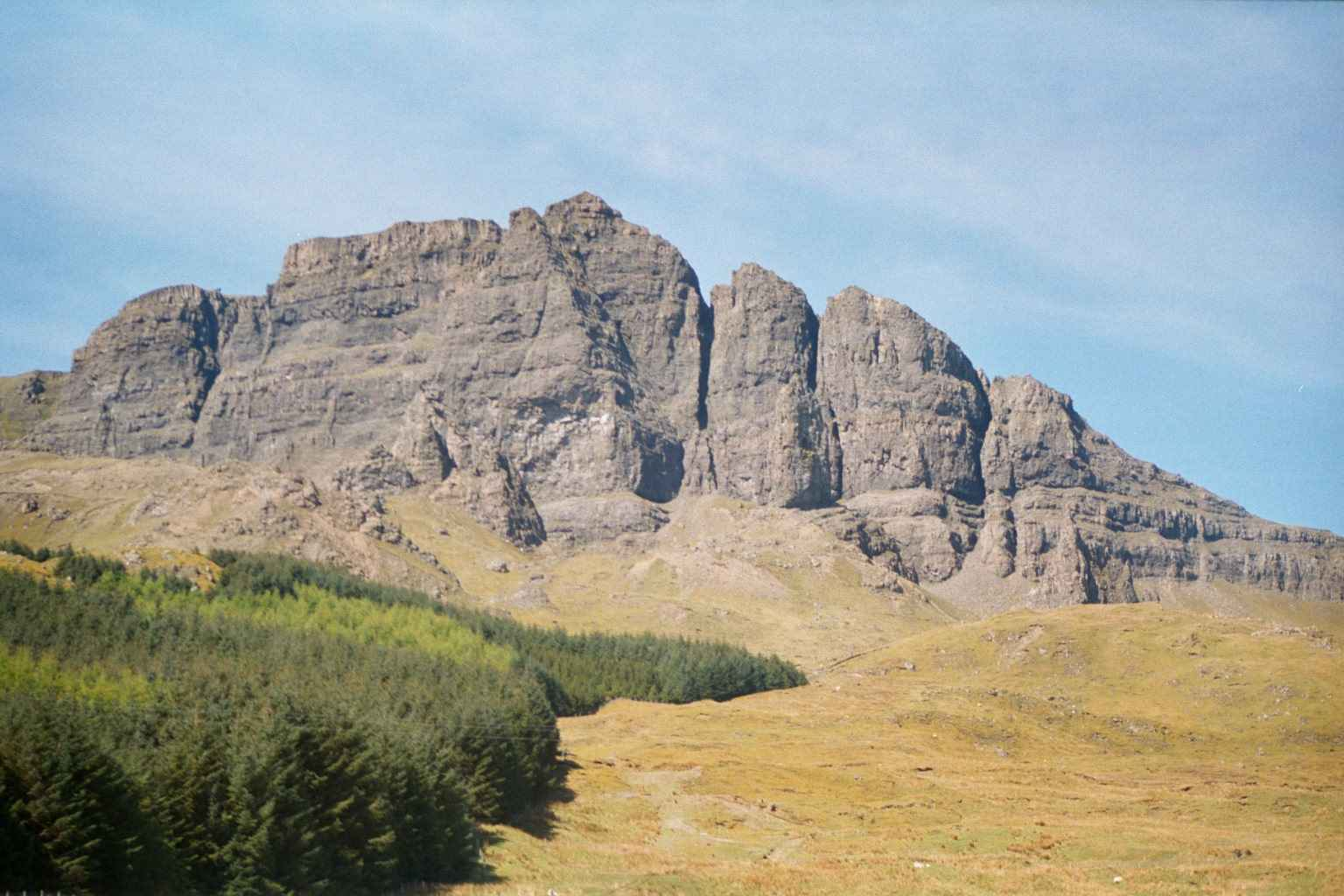
The Storr

Trotternish (in lingua gaelica scozzese: Tròndairnis) è la penisola più settentrionale dell'Isola di Skye, in Scozia.
La sua più famosa caratteristica è costituita dalla Trotternish landslip, una enorme faglia geologica che corre per tutta la lunghezza della penisola, circa 30 km. La faglia contiene due dei più famose attrazioni dell'isola di Skye: l'Old Man of Storr, un picco roccioso isolato, e la Quiraing, un'area di
formazioni rocciose singolari. La sommità dell'Old Man of Storr costituisce il punto più elevato della penisola.
Il punto più settentrionale della penisola di Trotternish, Rubha Hùinis, è anche il punto più a Nord dell'intera isola di Skye. I tre principali insediamenti urbani della penisola sono: Portree (generalmente riconosciuta come la capitale dell'isola di Skye), Uig e Staffin.

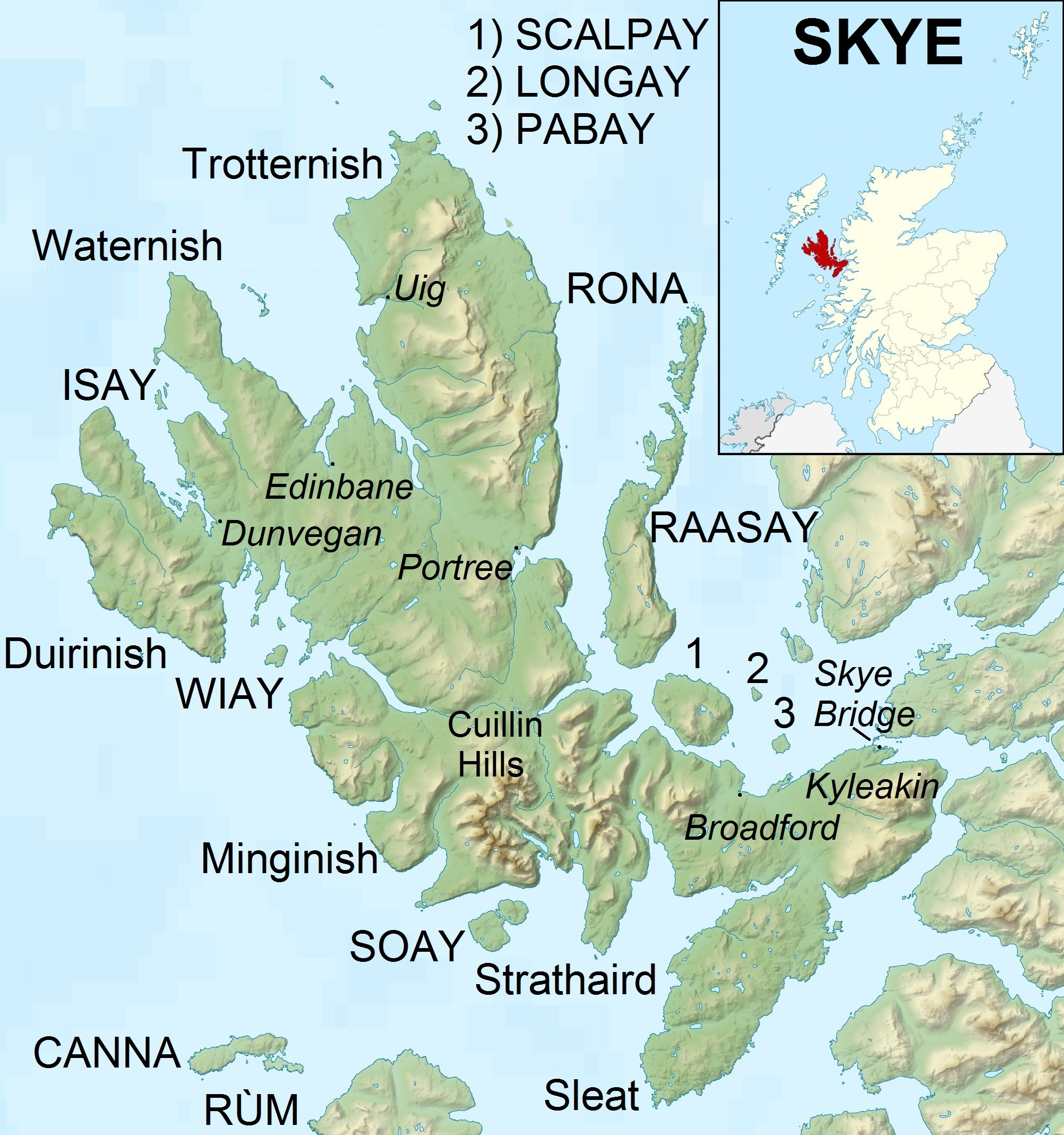
Mappa di Skye che mostra Trotternish, Portree e Uig

## Monumenti e luoghi d'interesse
- Torre di Uig